# Liposcelis mendax
Liposcelis mendax är en insektsart som beskrevs av John Victor Pearman 1946. Liposcelis mendax ingår i släktet Liposcelis och familjen boklöss. Inga underarter finns listade i Catalogue of Life.